# Motorama
Motorama è un road movie del 1991 scritto da Joseph Minion e diretto da Barry Shils.

## Trama
Gus è un ragazzino di 10 anni, che decide di fuggire di casa a causa del violento padre. Rompe così il suo salvadanaio, si autocostruisce delle prolunghe per le gambe per poter guidare, e ruba una Ford Mustang. Qui inizia il suo viaggio, ed il suo sogno, ovvero partecipare al "Motorama", un concorso organizzato dalla compagnia petrolifera Chimera. Il gioco, aperto a tutti, consiste nel collezionare delle figurine che vengono date ogni tot di carburante acquistato presso una stazione della Chimera. In queste figurine possono celarsi delle lettere, ed il concorrente che riuscirà a completare la parola "Motorama", potrà essere eleggibile per un premio di 500.000$. Gus inizia così un viaggio per l'America, facendo tappa ogni volta in diverse stazioni di servizio. La prima in cui si ferma, è gestita da Phil, un onesto benzinaio ossessionato dal desiderio di seguire il Signore ed andare così in paradiso. Il viaggio di Gus prosegue, e nel suo impegno per trovare le lettere, si imbatte in una sfilza di personaggi assurdi: il gestore di un motel che intima a Gus di consegnargli tutti gli scoiattoli che cattura, una coppia di depravati che priva il ragazzino di un occhio costringendolo a portare una benda, un cameriere in crisi che dà i numeri credendosi in una missione segreta, un cuoco zozzone, una banda di motociclisti il cui capo pretende di scommettere soldi a braccio di ferro con Gus, un padre di famiglia che abbandona i figli perché ha perso 100$ e altri ancora. Nel frattempo Gus ha collezionato 7 delle 8 lettere che gli occorrono, ma la ricerca della "R" si rivela estenuante. Il viaggio lo porta quindi ai confini di una frontiera, oltrepassata la quale, l'assurdità dei personaggi e delle ambientazioni cresce ulteriormente. Qui Gus si imbatte in sé stesso anziano. Il vecchio prima di spirare rivela al ragazzo di aver fallito, e che la ricerca della "R" è stata l'ossessione della sua vita. Gus prosegue, giungendo in quella che sembrerebbe essere l'ultima stazione del lungo percorso. Qui un benzinaio down, consegna a Gus l'ultima figurina rimastagli, che con gioia e meraviglia del ragazzo si scopre contenere proprio la lettera mancante. Provato dal lungo viaggio, e danneggiato sia nello spirito che nel fisico dai personaggi incontrati, Gus si reca comunque presso la sede centrale della Chimera col passo del vincitore, ma qui lo attende un'amara sorpresa; la segretaria con cui parla il ragazzo, ribadisce ciò che in maniera fugace viene specificato all'inizio del film: il concorrente che completa la parola "Motorama", diviene solo "eleggibile" per il gran premio finale. Gus protesta scatenandosi sulla odiosa segretaria la quale chiama un uomo della sicurezza. I due scaraventano quindi il ragazzo fuori della finestra del grattacielo, ed il protagonista vola giù verso un fiume, dove conclude il suo volo con un gran tuffo. Si scopre che è lo stesso fiume presso il quale Gus si era fermato per lavarsi la faccia poco dopo la sosta da Phil. Tutto il viaggio era stata solo un'immaginazione, quanto basta però per far comprendere al ragazzo che il Motorama, è appunto una chimera, o forse (come specificato dalla segretaria), solo un gioco senza scopo creato solo per tenere la gente impegnata. Il film si conclude con Gus che fa ritorno da Phil il quale avendo bisogno di un aiutante, prende il ragazzo a lavorare con sé.

## Riprese
La maggior parte del film fu girato nei pressi del Lago Powell e della città di Page, in Arizona, vicino al confine con lo Utah.